# Canton de Saujon
Le canton de Saujon est une circonscription électorale française située dans le département de la Charente-Maritime et la région Nouvelle-Aquitaine.

## Histoire
- En 1790, Saujon qui était la plus commune la plus peuplée de son canton fut choisie pour occuper la fonction de chef-lieu d'un  canton rassemblant alors seize communes et, ce, malgré sa situation géographique excentrée. Cette décision fut ressentie comme une injustice par de nombreuses communes du nord du canton, à une époque où les transports étaient particulièrement difficiles.

- Les municipalités rurales de La Clisse, Luchat, Pisany, Rétaud, Thézac et Varzay demandèrent aux autorités du district de Saintes que le village de Pisany, mieux situé géographiquement, soit nommé chef-lieu à la place de Saujon, mais cette requête fut rejetée.

- Le canton de Saujon faisait partie de l'ancien district de Saintes jusqu'à la refonte de la carte administrative de 1800. Il disposait d'une petite ouverture sur l'estuaire de la Gironde avec la commune de Saint-Georges-de-Didonne.

- À partir de 1801, il fut définitivement intégré à l'arrondissement de Saintes et subit quelques modifications territoriales par amputation des communes de Rétaud qui intégra le canton de Gémozac et de Varzay qui fut annexée à celui de Saintes-Sud[6].

- De 1833 à 1848, les cantons de Saint-Porchaire et de Saujon avaient le même conseiller général. Le nombre de conseillers généraux était limité à 30 par département.

- Le canton de Saujon a été amputé de la commune de Saint-Georges-de-Didonne lors d'un découpage administratif qui eut lieu en 1973 en vue de créer le nouveau canton de Royan-Est, cette commune passant désormais dans l'arrondissement de Rochefort[4]. Le canton compte alors treize communes et est devenu "continental", ayant perdu son ouverture sur l'estuaire de la Gironde.

- Un nouveau découpage territorial de la Charente-Maritime est entré en vigueur en mars 2015, défini par le décret du 27 février 2014[5], en application des lois du 17 mai 2013 (loi organique 2013-402 et loi 2013-403)[7]. Les conseillers départementaux seront, à compter de ces élections, élus au scrutin majoritaire binominal mixte. Les électeurs de chaque canton élisent au Conseil départemental deux membres de sexe différent, qui se présenteront en binôme de candidats. Les conseillers départementaux sont élus pour 6 ans au scrutin binominal majoritaire à deux tours, l'accès au second tour nécessitant 12,5 % des inscrits au 1er tour. En outre la totalité des conseillers départementaux est renouvelée. Ce nouveau mode de scrutin a nécessité un redécoupage des cantons dont le nombre sera divisé par deux avec arrondi à l'unité impaire supérieure si ce nombre n'est pas entier impair, assorti de conditions de seuils minimaux[8]. En Charente-Maritime, le nombre de cantons est passé ainsi de 51 à 27.

Le canton de Saujon est conservé mais remanié : il passe de 13 à 9 communes, issues des anciens cantons de Cozes (1 commune), de Royan-Ouest (2 communes) et de Saujon (6 communes). Avec ce redécoupage administratif, le territoire du canton s'affranchit des limites d'arrondissements, avec 2 communes incluses dans l'arrondissement de Rochefort et 7 communes dans l'arrondissement de Saintes. Le bureau centralisateur est fixé à Saujon.

## Géographie

### Situation géographique
Le canton de Saujon est limité au nord par les cantons de Saint-Porchaire et de Saintes-Ouest, à l'est par celui de Gémozac et au sud par celui de Cozes, tous ces cantons appartenant à l'arrondissement de Saintes.
Le canton de Saujon est limitrophe de l'arrondissement de Rochefort où, à l'ouest, il confine avec le canton de Marennes, au sud, avec celui de Royan-Est et, au sud-ouest, avec celui de Royan-Ouest.

### Description du cadre physique
Son altitude varie de 0 m (Médis) à 49 m (La Clisse) pour une altitude moyenne de 28 m.
Le canton est arrosé par la Seudre dans sa partie centrale dont la vallée s'évase à partir du site de Ribérou, avant-port de Saujon, où la marée se fait particulièrement ressentir. C'est une vallée maraichère dans sa partie amont et ostréicole dans sa partie aval.
Au nord-ouest du canton, l'Arnoult arrose d'amont en aval les communes de La Clisse, Luchat et Corme-Royal. C'est également une vallée propice aux cultures maraîchères et légumières.

## Représentation

### Conseillers d'arrondissement (de 1833 à 1940)
| Période                                  | Période          | Identité                         | Étiquette               | Qualité |
| ---------------------------------------- | ---------------- | -------------------------------- | ----------------------- | --- |
| 1833                                     | 1836             | Jean Jacques Granier (1794-1847) |                         | Suppléant de la justice de paix, maire de Médis                                                             |
| 1836                                     | 1842             | Pierre Joseph Dubois             |                         | Maire de Saujon                                                                                             |
| 1842                                     | 1848             | M. Moreau                        |                         | Notaire à Saujon                                                                                            |
| 1848                                     | 1867 (démission) | Jean-Baptiste Dusser (1783-1870) |                         | Maire de Saint-Georges-de-Didonne                                                                           |
|                                          |                  |                                  |                         | |
| 1871                                     | 1880             | Joseph Bouyer                    | Républicain             | Propriétaire à Forêt, Corme-Royal                                                                           |
| 1880                                     | 1884             | André Claude Jozansi             | Bonapartiste            | Médecin, Saint-Romain-de-Benet                                                                              |
| 1884                                     | 1893 (décès)     | Maurice Paul Réjou (1828-1893)   | Républicain             | Médecin à Corme-Royal, officier de santé                                                                    |
| 1893                                     | 1904             | Eugène Faneuil                   | Républicain             | Médecin, maire de Saujon (1899-1912)                                                                        |
| 1904                                     | 1907             | Eugène Châtelier                 | Républicain             | Maire de Nancras                                                                                            |
| 1907                                     | 1913             | Lucien Prunier                   | Républicain ministériel | Propriétaire à Corme-Royal                                                                                  |
| 1913                                     | 1919             | Jean-Paul Goujon                 | Républicain             | Conseiller municipal de Saint-Georges-de-Didonne                                                            |
| 1919                                     | 1925             | Marcel Bellet                    | Républicain             | Propriétaire, conseiller municipal de Thézac                                                                |
| 1925                                     | 1937             | Henri Pailloud                   |                         | Maire de Saujon                                                                                             |
| 1937                                     | 1940             | Maurice Châtelier                | Radical                 | Négociant, propriétaire à Nancras                                                                           |
| 1940                                     |                  |                                  |                         | Les conseils d'arrondissement ont été suspendus par la loi du 12 octobre 1940 et n'ont jamais été réactivés |
| Les données manquantes sont à compléter. |                  |                                  |                         | |

### Conseillers généraux de 1833 à 2015
| Période | Période          | Identité                         | Étiquette                                            | Qualité |
| ------- | ---------------- | -------------------------------- | ---------------------------------------------------- | --- |
| 1833    | 1836             | Joseph Dubois                    |                                                      | Avocat, juge de paix, maire de Saujon |
| 1836    | 1845             | Benjamin Fourré                  |                                                      | Juge de paix à Saint-Porchaire, maire de Pont-l'Abbé-d'Arnoult, conseiller d'arrondissement du canton de Saint-Porchaire |
| 1845    | 1848             | Baron Jacques Oudet (1805-1866)  |                                                      | Juge de paix de Saint-Porchaire Propriétaire à Crazannes Ancien conseiller d'arrondissement du canton de Saint-Porchaire |
| 1848    | 1861             | Auguste Moreau                   |                                                      | Juge de paix du canton de Saujon |
| 1861    | 1871             | Jules Butaud (1807-1881)         |                                                      | Médecin, maire de Saujon |
| 1871    | 1874             | Frédéric Mestreau                | Républicain                                          | Négociant à Saintes, Préfet Député (1871-1885) - Sénateur (1885-1891) |
| 1874    | 1883 (décès)     | Hippolyte Massiou (1825-1883)    | Bonapartiste                                         | Notaire, Maire de Saujon |
| 1884    | 1886             | André-Claude Jozansi (1833-1900) | Bonapartiste                                         | Médecin Maire de Saint-Romain-de-Benet, conseiller d'arrondissement |
| 1887    | 1895 (décès)     | Louis-Eugène Mousnier            | Républicain                                          | Suppléant du juge de paix Maire de Saujon |
| 1895    | 1903 (décès)     | Gabriel Denis                    | Républicain Non-inscrit                              | Propriétaire-viticulteur au Domaine de la Chauvière Député (1898-1903) Conseiller municipal de Sablonceaux |
| 1904    | 1910             | Eugène Faneuil                   | Républicain                                          | Médecin, maire de Saujon (1899-1912), conseiller d'arrondissement |
| 1910    | 1914 (démission) | Xavier Châtelier                 | Rad.                                                 | Expert à Saujon |
| 1914    | 1919             | Jean-Paul Coulon                 | Rad.                                                 | Sergent d'infanterie, Saujon |
| 1919    | 1926 (décès)     | Paul Beau                        | Rad.                                                 | Ancien ambassadeur à Berne, maire de Médis Gouverneur de l'Indochine |
| 1926    | 1940             | Maurice Palmade                  | Rad.                                                 | Professeur de droit, ancien conseiller général du canton de Rochefort-Nord (1919-1925) Député (1924-1938) Sénateur (1938-1945) Ministre (1930 à 1932) Président du Conseil Général (1937-1940) Nommé membre de la Commission administrative départementale en 1941 |
|         |                  |                                  |                                                      | |
| 1943    | 1945             | André Guillaud (1883-1968)       | ?                                                    | Négociant Maire de Saujon Nommé conseiller départemental en 1943 |
|         |                  |                                  |                                                      | |
| 1945    | 1949             | Michel Boucher (1912-1982)       | SFIO                                                 | Docteur en médecine, Pisany, ancien résistant (chef départemental du mouvement Libération-Nord) |
| 1949    | 1967             | René Nougé (1896-1973)           | DVD                                                  | Maire de Corme-Écluse |
| 1967    | 1973             | Michel Boucher                   | PSA de Charente-Maritime après 1953 puis PSU puis PS | Docteur en médecine Maire de Pisany (1965-1982) |
| 1973    | 2004             | André Brillouet                  | UDR puis RPR                                         | Viticulteur Maire de Saint-Romain-de-Benet puis Maire de Saujon (1983-1989 et 1995-2001) Suppléant de Jean de Lipkowski (1973-1986) - Député (1973-1978) |
| 2004    | 2015             | Pascal Ferchaud                  | PRG                                                  | Professeur agrégé de gestion et d’économie Maire de Saujon depuis 2001 |

### Représentation après 2015
| Période élective | Période élective | Mandat | Mandat   | Identité          | Nuance | Nuance | Qualité                                                                              |
| ---------------- | ---------------- | ------ | -------- | ----------------- | ------ | ------ | ------------------------------------------------------------------------------------ |
| 2015             | 2021             | 2015   | 2021     | Pascal Ferchaud   |        | PRG    | Professeur d'économie Maire de Saujon                                                |
| 2015             | 2021             | 2015   | 2021     | Ghislaine Guillen |        | PRG    | Consultante patrimoniale Adjointe au maire de Saint-Sulpice-de-Royan (jusqu'en 2019) |
| 2021             | 2028             | 2021   | en cours | Pascal Ferchaud   |        | PRG    | Conseiller sortant                                                                   |
| 2021             | 2028             | 2021   | en cours | Ghislaine Guillen |        | PRG    | Conseillère sortante                                                                 |

### Résultats détaillés

#### Élections de mars 2015
À l'issue du 1er tour des élections départementales de 2015, deux binômes sont en ballottage : Pascal Ferchaud et Ghislaine Guillen (PRG, 39,64 %) et Jean-Marc de Lacoste Lareymondie et Isabelle Texier (FN, 31,68 %). Le taux de participation est de 51,93 % (8 270 votants sur 15 924 inscrits) contre 50,08 % au niveau départementalet 50,17 % au niveau national.
Au second tour, Pascal Ferchaud et Ghislaine Guillen (PRG) sont élus avec 59,71 % des suffrages exprimés et un taux de participation de 53,33 % (4 663 voix pour 8 492 votants et 15 923 inscrits).
Pascal Ferchaud est membre du MRSL.

#### Élections de juin 2021
Le premier tour des élections départementales de 2021 est marqué par un très faible taux de participation (33,26 % au niveau national). Dans le canton de Saujon, ce taux de participation est de 31,31 % (5 611 votants sur 17 919 inscrits) contre 33,83 % au niveau départemental. À l'issue de ce premier tour, deux binômes sont en ballottage : Pascal Ferchaud et Ghislaine Guillen (DVC, 54,14 %) et Alicia Gourdin et Serge Placenti (RN, 30,9 %).
Le second tour des élections est marqué une nouvelle fois par une abstention massive équivalente au premier tour. Les taux de participation sont de 34,3 % au niveau national, 34,56 % dans le département et 33,32 % dans le canton de Saujon. Pascal Ferchaud et Ghislaine Guillen (DVC) sont élus avec 65,75 % des suffrages exprimés (3 743 voix pour 5 971 votants et 17 922 inscrits),,.

## Composition

### Composition avant 2015

Situation du canton de Saujon dans le département de la Charente-Maritime avant 2015.

Le canton de Saujon regroupait treize communes.
| Nom                   | Code Insee | Codepostal | Superficie (km2) | Population (dernière pop. légale) | Densité (hab./km2) |
| --------------------- | ---------- | ---------- | ---------------- | --------------------------------- | ------------------ |
| Saujon (chef-lieu)    | 17421      | 17600      | 18,07            | 7 008 (2012)                      | 388                |
| Balanzac              | 17030      | 17600      | 12,75            | 531 (2012)                        | 42                 |
| Le Chay               | 17097      | 17600      | 12,01            | 743 (2012)                        | 62                 |
| La Clisse             | 17112      | 17600      | 5,18             | 588 (2012)                        | 114                |
| Corme-Écluse          | 17119      | 17600      | 17,49            | 1 078 (2012)                      | 62                 |
| Corme-Royal           | 17120      | 17600      | 27,18            | 1 657 (2012)                      | 61                 |
| Luchat                | 17214      | 17600      | 4,67             | 479 (2012)                        | 103                |
| Médis                 | 17228      | 17600      | 23,46            | 2 806 (2012)                      | 120                |
| Nancras               | 17255      | 17600      | 3,06             | 753 (2012)                        | 246                |
| Pisany                | 17278      | 17600      | 6,59             | 625 (2012)                        | 95                 |
| Sablonceaux           | 17307      | 17600      | 22,09            | 1 315 (2012)                      | 60                 |
| Saint-Romain-de-Benet | 17393      | 17600      | 32,78            | 1 658 (2012)                      | 51                 |
| Thézac                | 17445      | 17600      | 12,42            | 321 (2012)                        | 26                 |

### Composition à partir de 2015
Le nouveau canton de Saujon comprend neuf communes entières.
| Nom                            | Code Insee | Intercommunalité    | Superficie (km2) | Population (dernière pop. légale) | Densité (hab./km2) | Modifier                                    |
| ------------------------------ | ---------- | ------------------- | ---------------- | --------------------------------- | ------------------ | ------------------------------------------- |
| Saujon (bureau centralisateur) | 17421      | CA Royan Atlantique | 18,07            | 7 314 (2022)                      | 405                | modifier les données · modifier les données |
| Le Chay                        | 17097      | CA Royan Atlantique | 12,01            | 836 (2022)                        | 70                 | modifier les données · modifier les données |
| Corme-Écluse                   | 17119      | CA Royan Atlantique | 17,49            | 1 278 (2022)                      | 73                 | modifier les données · modifier les données |
| L'Éguille                      | 17151      | CA Royan Atlantique | 5,49             | 909 (2022)                        | 166                | modifier les données · modifier les données |
| Médis                          | 17228      | CA Royan Atlantique | 23,46            | 3 041 (2022)                      | 130                | modifier les données · modifier les données |
| Sablonceaux                    | 17307      | CA Royan Atlantique | 22,09            | 1 413 (2022)                      | 64                 | modifier les données · modifier les données |
| Saint-Romain-de-Benet          | 17393      | CA Royan Atlantique | 32,78            | 1 777 (2022)                      | 54                 | modifier les données · modifier les données |
| Saint-Sulpice-de-Royan         | 17409      | CA Royan Atlantique | 20,81            | 3 417 (2022)                      | 164                | modifier les données · modifier les données |
| Semussac                       | 17425      | CA Royan Atlantique | 24,85            | 2 532 (2022)                      | 102                | modifier les données · modifier les données |
| Canton de Saujon               | 1722       |                     | 177,05           | 22 517 (2022)                     | 127                | modifier les données                        |

## Démographie

### Démographie avant 2015
| 1962  | 1968   | 1975   | 1982   | 1990   | 1999   | 2006   | 2011   | 2012   |
| ----- | ------ | ------ | ------ | ------ | ------ | ------ | ------ | ------ |
| 9 972 | 10 555 | 11 270 | 12 397 | 13 524 | 14 718 | 17 289 | 19 220 | 19 562 |

#### Le canton le plus peuplé de l'arrondissement de Saintes
Il est devenu le canton le plus peuplé de l'arrondissement de Saintes, détrônant le canton de Saintes-Ouest.
Sa densité de population atteint 90 hab/km2 en 2007, elle est devenue supérieure à la densité de l'arrondissement de Saintes (78 hab/km2 en 2007) et à celle du département de la Charente-Maritime (88 hab/km2).
Cette vitalité démographique est imputable aussi bien au chef-lieu de canton, où Saujon est devenue la dixième ville de la Charente-Maritime et la deuxième de la Communauté d'agglomération Royan Atlantique, qu'aux douze communes rurales qui enregistrent toutes des croissances démographiques positives au dernier recensement.
Ce canton est fortement dynamisé par plusieurs facteurs favorables, en particulier, le critère géographique où la situation entre deux centres urbains attractifs que sont Saintes, au nord-est, et Royan, au sud, joue un rôle décisif. Ensuite, la desserte par des voies de communication modernisées (voie ferrée Saintes-Royan bientôt électrifiée pour faciliter le passage des TGV et mise à 2X2 voies de la RN150) favorise grandement le développement économique aussi bien que la péri-urbanisation. Enfin, le dynamisme exceptionnel de Saujon en fait un centre d'attraction important dans cette partie de la Saintonge maritime. La ville y est considérée comme une annexe touristique de la Côte de Beauté où elle participe activement grâce à sa fonction de station thermale.

#### Un canton qui s'urbanise rapidement
Outre Saujon qui est entrée dans la catégorie des communes de plus de 5 000 habitants depuis le recensement de 1999, le canton compte une commune de plus de 2 000 habitants avec Médis et trois communes de plus de 1 000 habitants avec Saint-Romain-de-Benet, Corme-Royal et Sablonceaux. L'évolution démographique du canton de Saujon a été particulièrement soutenue puisqu'en 1962, le canton ne comptait qu'une seule commune de plus de 1 000 habitants, savoir le chef-lieu de canton.
C'est un canton qui s'urbanise rapidement. Outre Saujon qui occupe plus du tiers de la population cantonale, la commune de Médis fait partie de l'aire urbaine de Royan tandis que celles de La Clisse et de Luchat sont situées dans l'aire urbaine de Saintes. Ces deux villes exercent une influence urbaine considérable sur l'ensemble du canton.
Ce canton fait désormais office de "tampon" entre ces deux aires urbaines qui devraient être redéfinies par les services de l'INSEE et qui, à terme, formeront la seconde zone d'influence urbaine de la Charente-Maritime où, désormais, y résident environ 120 000 habitants.

### Démographie depuis 2015
En 2022, le canton comptait 22 517 habitants, en évolution de +5,23 % par rapport à 2016 (Charente-Maritime : +4,04 %, France hors Mayotte : +2,11 %).
| 2013   | 2018   | 2022   |
| ------ | ------ | ------ |
| 20 916 | 21 604 | 22 517 |